# Karl Hartleb
Karl Hartleb (Sankt Marein bei Neumarkt 23 oktober 1886 - Friesach 29 augustus 1965) was een Oostenrijks politicus (Landbund, NSDAP, VdU). Van 1927 tot 1929 was hij vicekanselier van Oostenrijk.
Hartleb, van beroep boer, jager en molenaar, was van 1919 tot 1927 lid van de Landdag van Stiermarken. Hij was lid van het hoofdbestuur van de Landbund en van 1927 tot 1930 lid van de Nationale Raad. Van 19 mei 1927 tot 4 mei 1929 was hij vicekanselier.
Na de Anschluss (1938) was hij NSDAP-Ortsgruppenleiter in Neumarkt in Steiermark hetgeen hij tot het einde van de Tweede Wereldoorlog bleef. In 1945 werd hij door de Britten geïnterneerd. Na zijn vrijlating was hij betrokken bij de oprichting van het Verband der Unabhängigen (VdU) in 1949 en maakte voor die partij deel uit van de Nationale Raad als fractievoorzitter (1949-1956). Van 1953 tot 1956 was hij derde voorzitter van de Nationale Raad.

## Onderscheidingen
- 1955: Grote Gouden Ereteken met Ster voor Verdienste voor de Republiek Oostenrijk